# Weinmuseum Moschendorf

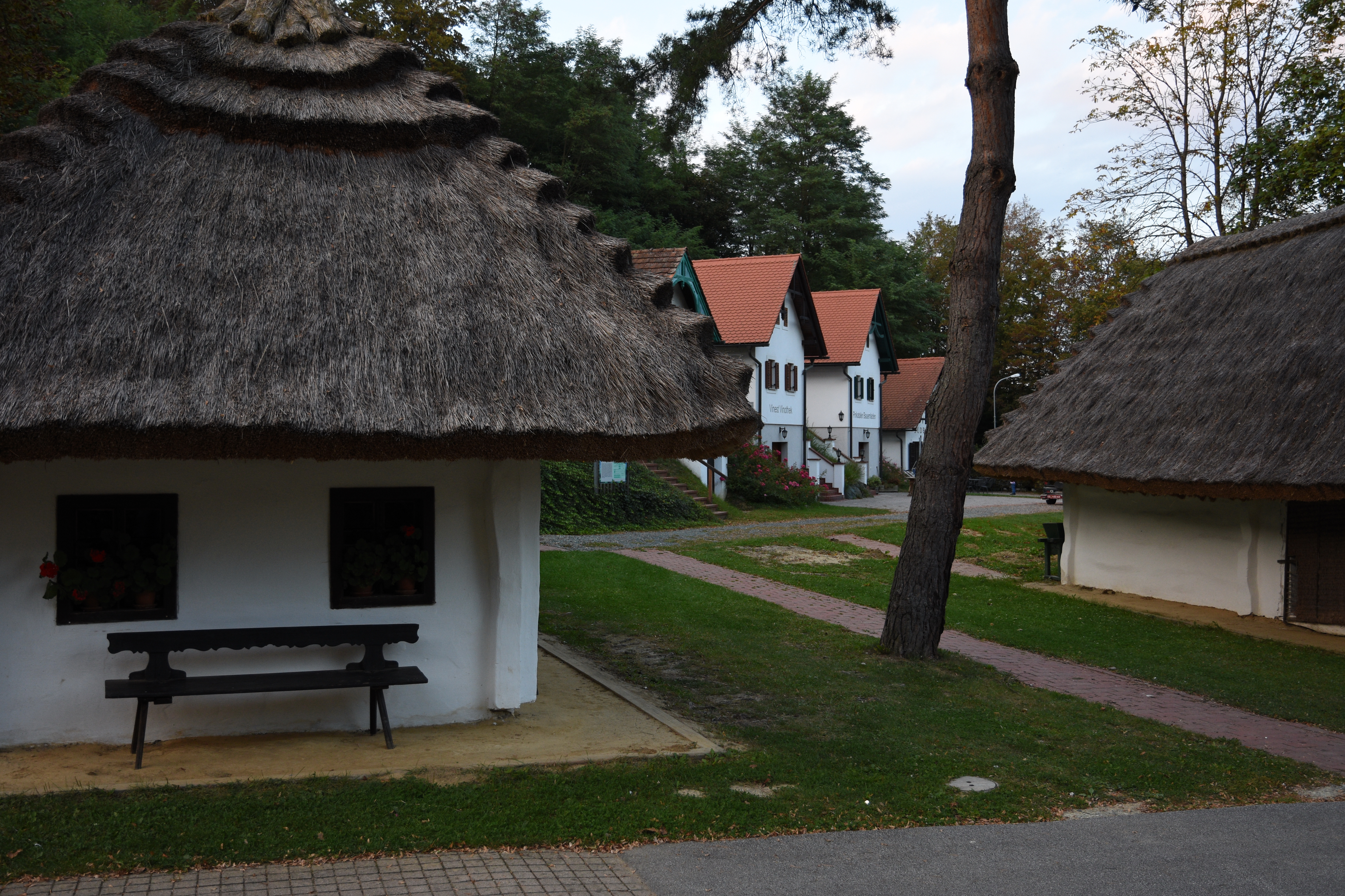
Zwei strohgedeckte Weinkeller im Weinmuseum Moschendorf. Im Hintergrund das Besucher- und Infozentrum mit der Gebietsvinothek.

Das Weinmuseum Moschendorf ist ein Freilichtmuseum in der gleichnamigen Gemeinde im südburgenländischen Bezirk Güssing. Es liegt im Naturpark in der Weinidylle und dient – neben der musealen Nutzung – auch als Sitz der Naturparkverwaltung und des Südburgenland Tourismus, als Besucher-, Informations- und Veranstaltungszentrum, sowie als Standort von zwei Vinotheken.

## Lage und Beschreibung
Der Gebäudekomplex liegt im unteren Pinkatal, etwa 600 m östlich der Ortschaft Moschendorf und knapp 1,6 km nördlich der Staatsgrenze zum Nachbarland Ungarn. Direkt im Westen grenzt der Moschendorfer Wald an, ein Teilbereich eines rund 105 km² großen zusammenhängenden Waldgebietes im Südosten der Bezirke Güssing und Oberwart. Die zum Bett der ca. 160 m entfernten Pinka teils steil abfallenden östlichen Abhänge des Waldgebietes werden bis zum ca. 20 km weiter nördlich gelegenen Eisenberg für Weinbau genutzt. Sie stellen die letzten Ausläufer des Oststeirischen Hügellandes dar, das hier in die Pannonische Tiefebene übergeht. Am Südrand des Museums quert die Geschriebenstein Straße (B56) den Moschendorfer Wald in West-Ost-Richtung.

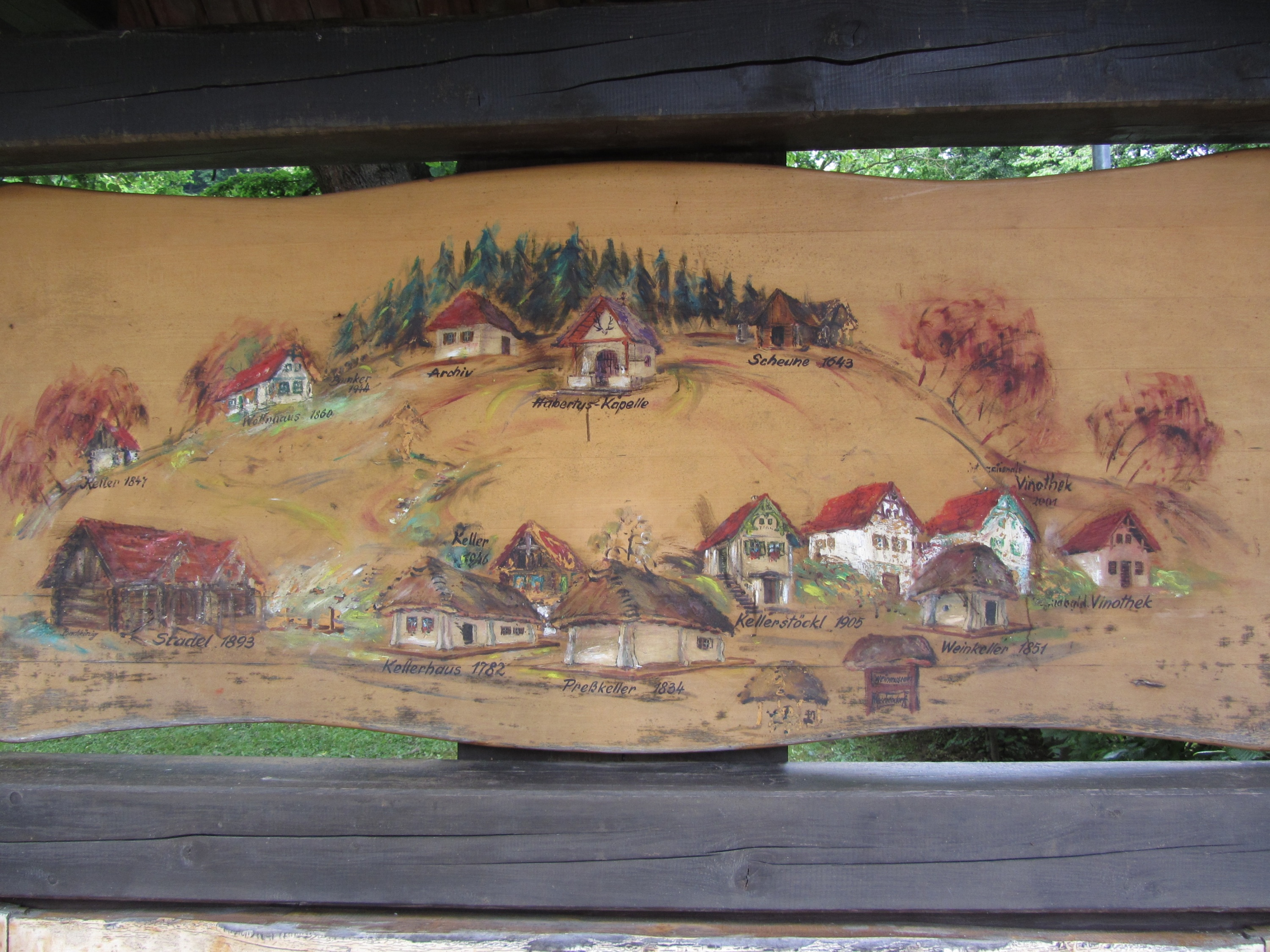
Gemälde der Anlage mit ihren einzelnen Gebäuden

Das Museum besteht aus 15 Gebäuden, die sich im Südteil eines rund 2,4 ha großen, teilbewaldeten Grundstückes um einen angerartigen Platz gruppieren. Die Gebäude stammen aus den letzten vier Jahrhunderten des Zweiten Jahrtausends und sind mit zeitgenössischen Einrichtungsgegenständen und landwirtschaftlichen Gerätschaften ausgestattet, die den dörflichen Alltag ihrer Entstehungszeiten vermitteln sollen. Im Museum gibt es unter anderem einen Kreuzstadel aus dem Jahr 1663, eine vollständig eingerichtete Schusterwerkstätte und Schmiede, sowie mehrere – für die Region typische – oberirdische Weinkeller und Presshäuser, die teils mit Stroh gedeckt sind.

## Geschichte
Das Museum entstand ab 1981 auf Initiative des damaligen Bürgermeisters der Gemeinde, Stefan Behm. Für den Bau wurde der direkt an der B56 gelegene Südteil eines bewaldeten Hanges abgebaggert. Die Gebäude des Museums wurden in umliegenden Gemeinden oder anderen Orten der Region abgebaut, und im Museum originalgetreu wieder aufgebaut. Für die Ausstattung wurden in der Region traditionelle Gerätschaften, Fahrnisse, Möbel und Hausrat zusammengetragen.
Im Jahre 1987 wurde ein Archiv und Dokumentationszentrum errichtet. 1984 und 1994 wurden zwei religiöse Andachtsstätten in den bewaldeten Anhöhen errichtet – eine Hubertuskapelle und ein großes Holzkreuz mit einem 190 cm hohen Korpus Christi. In den 1990er-Jahren wurde eine Gebietsvinothek eingerichtet, und mit der Gründung des Naturparks Weinidylle 1999 ein Besucher- und Informationszentrum, das 2018–2020 ausgebaut wurde.

## Veranstaltungszentrum

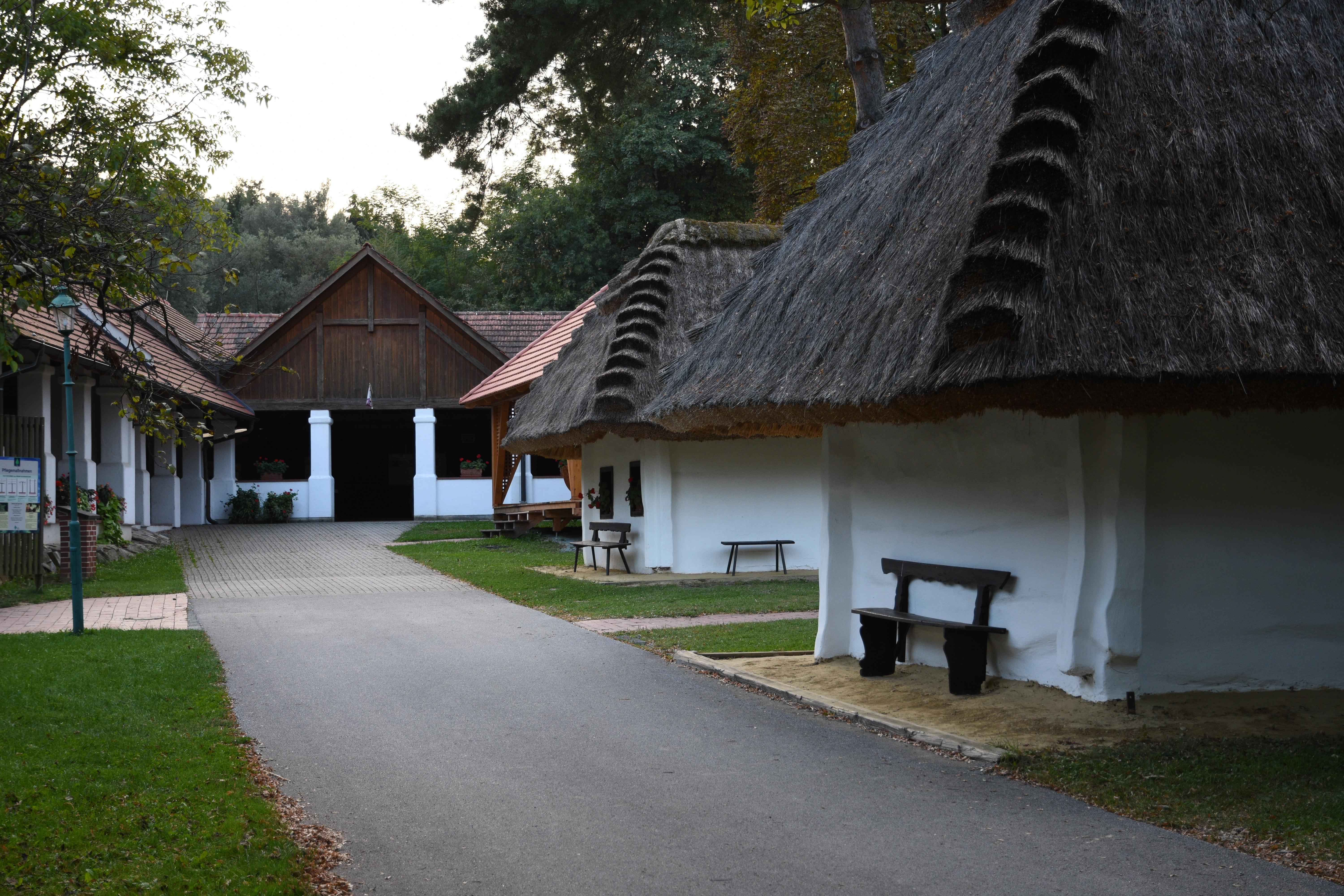
Blick durch die Anlage mit dem Veranstaltungsstadl links hinten

Ein großer, im Südwesten der Anlage gelegener Stadel aus dem Jahre 1893, der ursprünglich aus dem ca. 6,5 km entfernten Urbersdorf stammt, dient als Veranstaltungszentrum des Freilichtmuseum. Neben Großveranstaltungen wie dem seit dem Mitte der 1990er-Jahre regelmäßig abgehaltenen Picknick der Auslandsburgenländer, sowie einem Volksmusikfest zu Pfingsten, können die Flächen auch für private Feiern angemietet werden.